# Primula purdomii
Primula purdomii är en viveväxtart som beskrevs av William Grant Craib. Primula purdomii ingår i släktet vivor, och familjen viveväxter. Inga underarter finns listade i Catalogue of Life.